# Tafresh
Tafresh este un oraș din Iran.